# Polyaigos

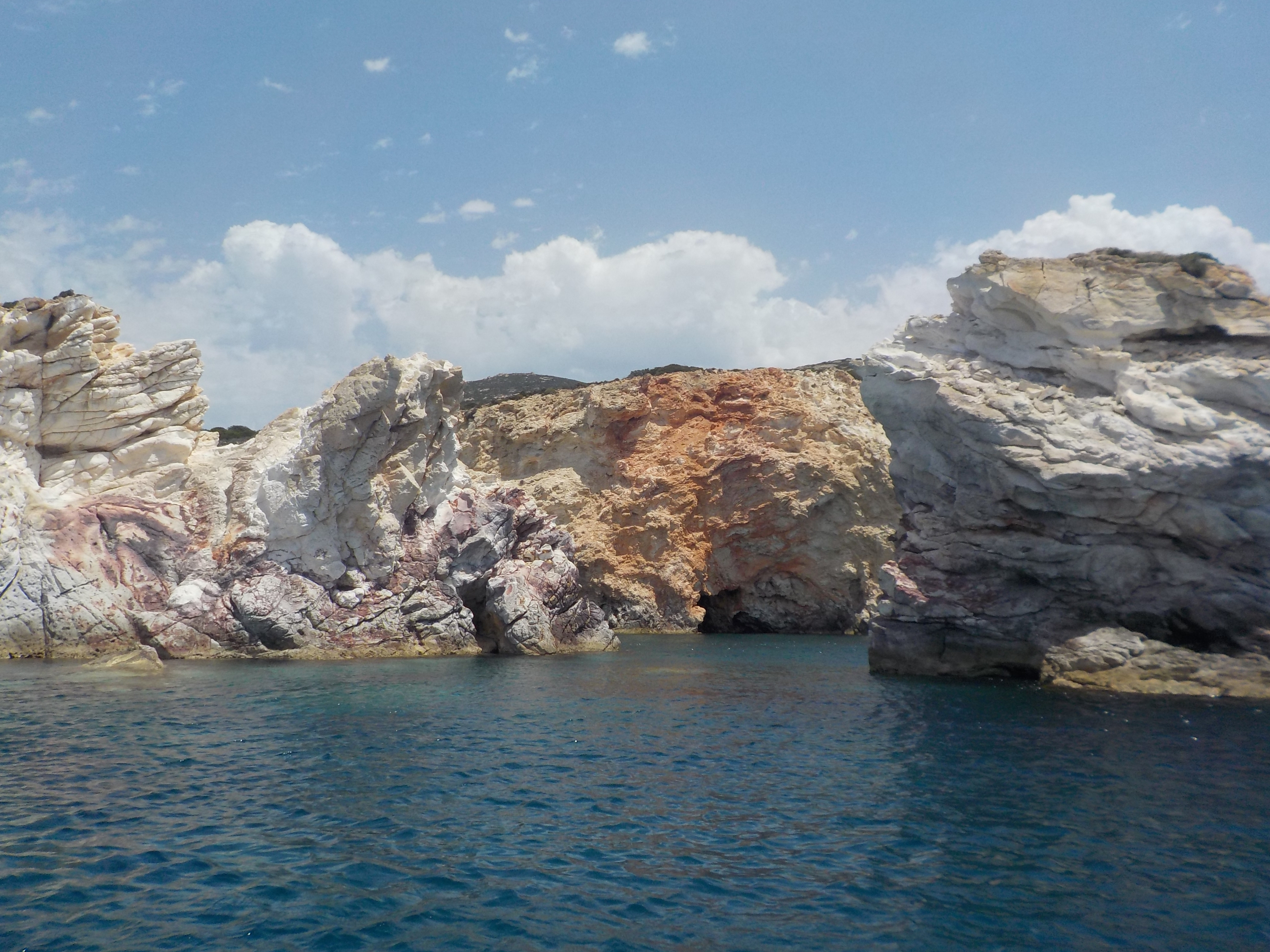
Peșteri din Polyaigos, insulă aflată la est de Milos și Kimolos.

Polyaigos (în greacă Πολύαιγος, în latină Polyaegus) este o insulă grecească nelocuită din Ciclade, lângă Milos și Kimolos. Face parte din comunitatea Kimolos (Κοινότητα Κιμώλου). Numele său înseamnă „multe capre”, deoarece este locuită doar de capre. A fost menționată de mai mulți geografi antici: Ptolemeu, Pliniu cel Bătrân și Pomponius Mela⁠(d). 
Anterior, în 1951, a avut 14 locuitori, în timp ce chiar mai devreme se raportează că acolo locuiau 170 de oameni. Începând din 1898 există un far pe insulă, la Capul Maskoula, la o înălțime de 138 de metri, la poziția 36°46.6N 024°39.7E, în partea de est a insulei.

## Geografie
De-a lungul axei sale celei mai lungi, are o lungime de 6 kilometri (4 mi), iar cea mai scurtă este de 4,3 kilometri (3 mi) lat. Are o suprafață de cca. 18 kilometri pătrați (7 mi2) și o lungime de coastă de la 22 la 27 kilometri (14 la 17 mi). Este foarte aproape de insula Kimolos (2 kilometri (1 mi) nord-vest de Polyaigos) și până la insula Milos (6,2 kilometri (4 mi) la vest de Polyaigos). Aici se găsesc două dealuri, Stroggylo, care se ridică la 330 metri (1.083 ft) și Psilo Vouno (370 metri (1.214 ft)).

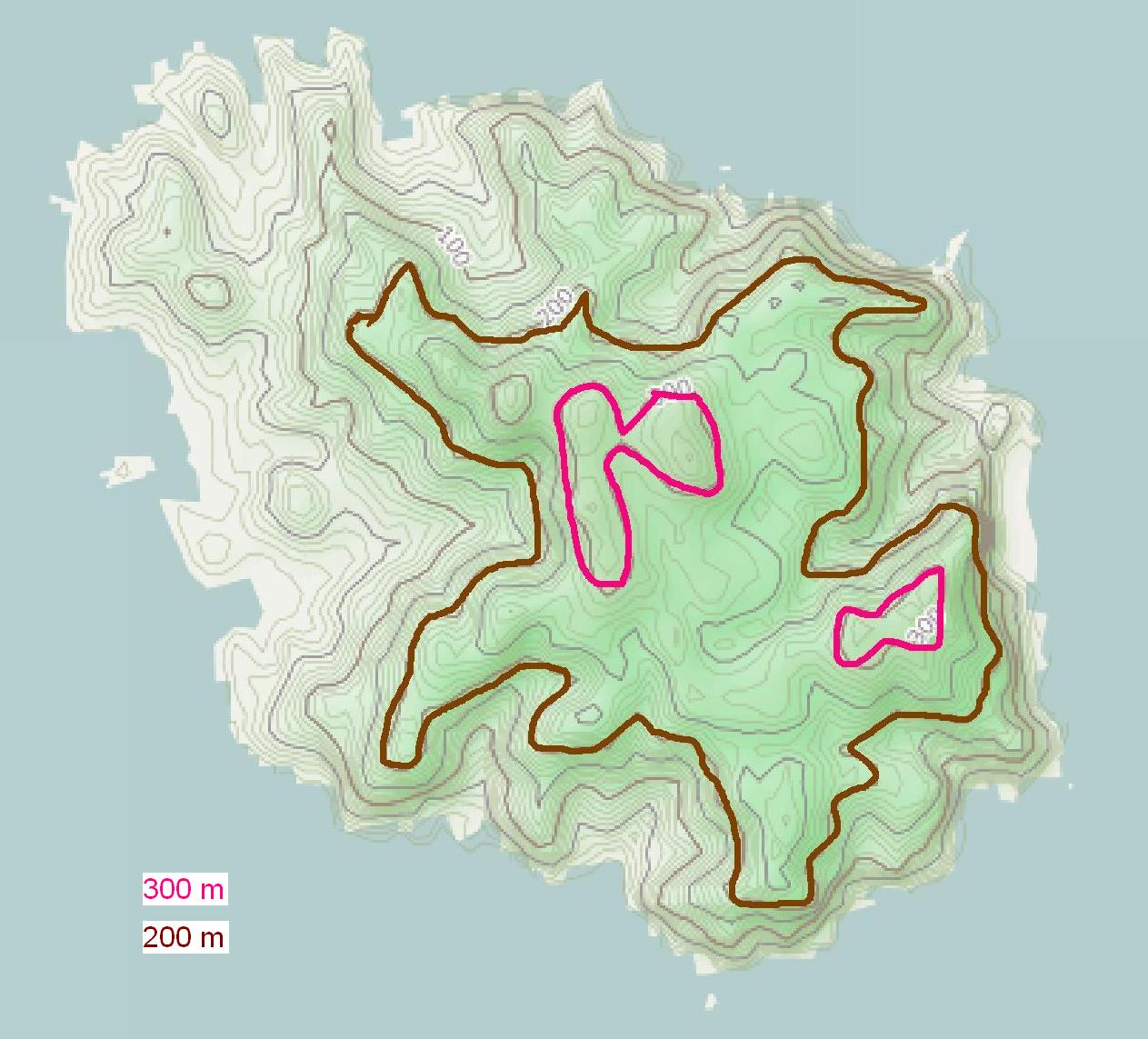
Polyaigo, cu cotele marcate de 200 m și 300 m

Insula este în mare măsură proprietate privată a Bisericii Ortodoxe a Greciei, care subînchiriază părți din ea păstorilor locali din insulele învecinate Milos și Kimolos.
Populația sa de capre menține Polyaigos ca o insulă stearpă. Are, totuși, câteva plaje magnifice, mai ales în partea de sud a insulei, precum și multe peșteri la suprafața mării, care servesc drept refugiu pentru o populație în scădere de foci u burtă albă (Monachus monachus). Această foca mediteraneană, Monachus monachus, își naște puii pe insulă.